# Saber Desfarges
Saber Desfarges, né en 1989 à Clermont-Ferrand, est un journaliste sportif français. Il travaille notamment pour TF1 et couvre des évènements liés au football.

## Biographie

### Débuts
Saber Desfarges est originaire de Clermont-Ferrand et sa mère est franco-marocaine. Enfant, il est supporter du Clermont Foot 63 et pratique l'athlétisme.
En 2012, il déménage à Paris pour intégrer l’Institut européen de journalisme puis termine ses études à l’INA,. En parallèle de ses études, il écrit des articles pour le journal clermontois La Montagne. En 2013, à la fin de ses études, il effectue un stage chez BFM TV,.

### Carrière
Après son stage chez BFM TV, la chaîne l'embauche en CDI.
Saber Desfarges est ensuite journaliste pour des médias sportifs tels que Prime Video, M6, L'Équipe (L'Équipe du Soir) et RMC Sport,,. Pour ces derniers, il suit notamment l'Équipe de France lors de l'Euro 2016. Pour M6 il couvre l'Euro 2021 et pour L'Équipe la Ligue 1. Il est également missionné sur d'autres évènements sportifs majeurs tels que les Jeux olympiques d'été de 2016 et la Coupe du monde 2018.
En 2022, il rejoint le groupe Mediapro mais ne reste que quelques mois en raison de l'affaire Mediapro.

#### TF1
En septembre 2022, Saber Desfarges est contacté par TF1, d'abord pour renforcer l'équipe de rédaction de Téléfoot dans l'objectif de compenser le départ de Julien Maynard au service communication du Paris Saint-Germain en août 2022,.
En parallèle de Téléfoot, il devient également homme de terrain à partir de la Coupe du monde de football 2022 qui a lieu l'hiver de la même année au Qatar. Il succède alors à Frédéric Calenge (qui devient responsable de la « rédaction des sports et des grands événements ») et travaille aux côtés des commentateurs Grégoire Margotton et Bixente Lizarazu,. Deux ans plus tard, pour la même chaîne, il couvre l'Euro 2024 en Allemagne et fait partie de l'équipe du Mag de l'Euro présenté par Denis Brogniart. Lors des Jeux olympiques d'été de 2024, il présente chaque week-end la Chronique des jeux dans les journaux de 13 heures et de 20 heures d'Audrey Crespo-Mara[réf. nécessaire].